# 혼다 히토미
혼다 히토미(일본어: 本田仁美, 2001년 10월 6일~ )는 대한민국과 일본의 합작 걸그룹 SAY MY NAME의 리더이자,전 아이즈원 멤버 일본 아이돌 그룹 전 AKB48의 멤버.  AKB48 선발 총선거는 4년간 권외, 2018년에 82위를 차지했다.
아이즈원으로 데뷔한 이후 AKB48 그룹 관련 활동은 2018년 10월 29일부터 2021년 4월 29일까지 중단했다.
일본으로 돌아간 후 2024년에 AKB48를 졸업했고, 대한민국으로 돌아와서 SAY MY NAME으로 재데뷔했다.

## 경력 및 활동
- 2014년 4월 3일, AKB48 팀8 도치기현 대표 멤버로 데뷔
- 2014년 12월 5일, 도치기현 미래 대사 (홍보대사)
- 2016년 2월 24일, 일본에서 방영된 버라이어티 'AKBINGO!' 댄스 경연에서  1위 입상
- 2017년 7월 11일,  일본 뮤지컬 '댄스 레볼루션:혼또노 와타시' 주연
- 2018년 4월, Mnet에서 방영된 'PRODUCE 48' 서바이벌 오디션 프로그램 참가
- 2018년 8월 31일, PRODUCE 48 생방송 무대에서 최종 순위 9위를 기록하여 걸그룹 '아이즈원(IZ*ONE)' 멤버로 데뷔 확정
- 2018년 10월 27일, 아이즈원 첫 앨범 출시
- 2021년 4월 29일, 아이즈원 활동 종료[1]
- 2022년 2월 23일, 5월 18일에 발매의 AKB48 59th 싱글 〈元カレです〉 중 첫 센터 선발
- 2022년 7월 1일, 소속사 Mama & Son에 이적
- 2023년 8월 30일, AKB48의 유튜브 채널에서 AKB48를 졸업하는 것을 발표
- 2024년 1월 26일, 퍼시피코 요코하마 국립 대홀에서 개최된 '혼다 히토미 졸업 콘서트 ~꿈과 희망이 가득한 길~'을 개최
- 2024년 1월 28일, AKB48 극장에서 개최된 혼다 히토미 졸업 공연을 기해 AKB48를 졸업
- 2024년 5월 1일, 4월 말에 Mama & Son을 퇴소하는 것을 발표.
- 2024년 10월 16일, SAY MY NAME의 멤버로서 재데뷔.

## 음반 목록

### 싱글 선발곡
| 제목                                  | 수록 음반                              | 비고                                  |
| ------------------------------------- | -------------------------------------- | ------------------------------------- |
| 47の素敵な街へ 47의 멋진 거리에       | 心のプラカード 마음의 플래카드         | ‘팀8’ 명의                            |
| 制服の羽根 제복의 우근                | 希望的リフレイン 희망적 리프레인       | ‘팀8’ 명의                            |
| 挨拶から始めよう 인사부터 시작하자    | Green Flash                            | ‘팀8’ 명의                            |
| 汚れている真実 더러워지고 있는 현실   | 僕たちは戦わない 우리는 싸우지 않아    | ‘팀8 선발’ 명의                       |
| あまのじゃくバッタ 심술꾸러기 메뚜기  | 唇にBe My Baby 입술에 Be My Baby       | ‘팀8’ 명의                            |
| 夢へのルート 꿈으로 가는 루트         | 翼はいらない 날개는 필요 없어          | ‘팀8’ 명의                            |
| 星空を君に 밤하늘의 너에게            | ハイテンション 하이텐션                | ‘팀8 EAST’ 명의                       |
| 生きることに熱狂を! 사는 것에 영광을! | 11月のアンクレット 11월의 앵클릿       | ‘팀8’ 명의                            |
| 新しいチャイム 새로운 차임            | Teacher Teacher                        | ‘팀B’ 명의                            |
| 波が伝えるもの 파도가 전하는 것       | センチメンタルトレイン 센티멘탈 트레인 | ‘제10회 세계 선발 총선거 기념테’ 명의 |
| NO WAY MAN                            | NO WAY MAN                             |                                       |
| 必然性 필연성                         | ジワるDAYS 지와루 DAYS                 |                                       |

### 음반 선발곡
| 제목                                                               | 수록 음반                                                   | 비고       |
| ------------------------------------------------------------------ | ----------------------------------------------------------- | ---------- |
| へなちょこサポート 풋내기 서포트                                   | ここがロドスだ、ここで跳べ! 여기가 로도스다, 여기서 뛰어라! | ‘팀8’ 명의 |
| 一生の間に何人と出逢えるのだろう 평생 몇 명이나 사람을 만나는 걸까 | 0と1の間 0과 1 사이                                         | ‘팀8’ 명의 |

### PRODUCE 48 명의
- 〈내꺼야 (PICK ME)〉에 수록
  - 내꺼야 (PICK ME)
  - NEKKOYA (PICK ME)
- 《PRODUCE 48 - 30 Girls 6 Concepts》에 수록
  - Rollin' Rollin' - ‘러브포션’ 명의
- 《PRODUCE 48 - FINAL》에 수록
  - 앞으로 잘 부탁해 (We Together)
  - 꿈을 꾸는 동안 (夢を見ている間)